# Leuctra karcali
Leuctra karcali is een steenvlieg uit de familie naaldsteenvliegen (Leuctridae). De wetenschappelijke naam van de soort is voor het eerst geldig gepubliceerd in 2001 door Vinçon & Sivec.